# Regus (Unternehmen)

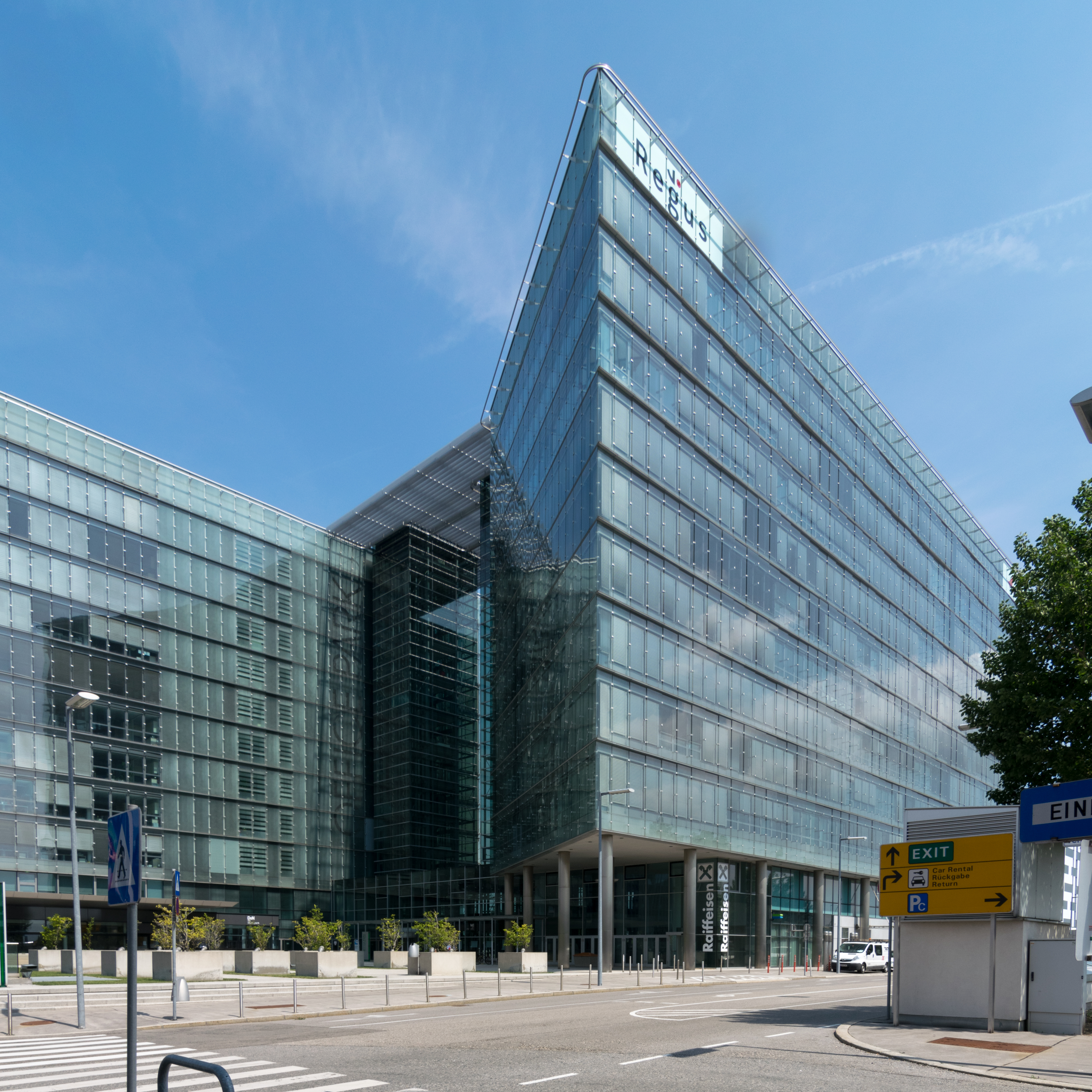
Regus Wien-Schwechat

Regus ist ein global agierendes Unternehmen, das weltweit flexible Arbeitsplätze bzw. Büros anbietet. Derzeit ist es mit nahezu 3000 Bürocentern in 900 Städten in 120 Ländern vertreten. Das Unternehmen wurde 1989 in Brüssel/Belgien gegründet, hat mittlerweile seinen Hauptsitz in Luxemburg und beschäftigt 8.375 Mitarbeiter. Die Regus-Gruppe erwirtschaftete 2013 einen Umsatz von 1.533,5 Millionen Britische Pfund. Der operative Gewinn belief sich in dem Zeitraum auf 205,3 Millionen Britische Pfund.

## Regus in Deutschland, Österreich und der Schweiz
In Deutschland betrieb Regus 2025 179 Business Center in 30 Städten und beschäftigte etwa 500 Mitarbeiter. Die deutsche Geschäftszentrale liegt in Düsseldorf. Seit 2014 sind die Unternehmen Excellent Business Center, plug and work, The Squaire Business & Conference Center, Service und Business Center GmbH (SBC), The Office Club (TOC) Teil vom Regus-Netzwerk. 2018 betreibt Regus in Österreich 25 Business Center in Wien, Graz, Salzburg und Linz sowie 51 weitere Business Center in der Schweiz in Zürich, Basel, Zug, Luzern, Pfäffikon, Winterthur, Lausanne, Genf, Lugano und Nyon. Die Geschäftszentrale in Österreich liegt in Wien, die Schweizer Geschäftszentrale in Zürich. Zusätzliche Center sind in Deutschland, Österreich und der Schweiz geplant.

## Geschichte
Der erste Business Center wurde 1989 in Brüssel von dem Engländer Mark Dixon eröffnet. Regus bietet seine Services seit 1994 auch in Lateinamerika mit einem Business Center in São Paulo, Brasilien an. Im Jahr 1999 wurde der erste Business Center in Asien, in Peking, China eröffnet. Regus ging 2000 an die Londoner Börse. Statis wurde 2001 in Regus akquiriert. Die Firma expandierte in dem US-amerikanischen Markt.
In Deutschland mussten 2003 zwölf Regus Business Center Insolvenz anmelden. Der „HQ Global Workplaces“ gelang 2004 unter die Kontrolle Regus. Der US-Anbieter von Flughafen Büros wurde 2006 in das Unternehmen akquiriert. Ein Jahr später folgte der „Agora Business Center“. Die Shell-Tankstellen wurden 2013 mit WLAN-Hotspots ausgestattet. Die Unternehmen Excellent Business Centers und Plug and Work GmbH werden akquiriert. 2014 fügte Regus alleine im ersten Quartal 50 neue Standorte zu seinem Netzwerk hinzu. Regus eröffnete 2014 seinen 2.000sten Business Center in Boulder, Colorado. 2014 wurden Verträge mit den Flughäfen Heathrow und Gatwick sowie der Regierung von Singapur geschlossen. Bis 2025 ist die Zahl der Business Center auf über 4000 in 120 Ländern angewachsen.

## Betrieb und Dienstleistungen
Regus und seine Marken (HQ und Regus Express) bieten Unternehmen jeglicher Größe auf Vertragsbasis vollausgestattete Büros, Virtuelle Büros, Coworking-Space, Meetingräume und Videokonferenzmöglichkeiten. Es ist in 120 Ländern mit mehr als 4.000 Business Centern vertreten und stellt damit den weltgrößten Anbieter flexibler Arbeitsplatzlösungen dar. Regus zählt zudem zu den Sponsoren von Fair Spend, sowie Mars One, einem privaten niederländischen Weltraumflug-Projekt. Weiterhin unterhält es zahlreiche Partnerschaften in verschiedene Branchen (z. B. Sixt, Miles and More von Lufthansa oder American Express), um flexibles Arbeiten zu jeder Zeit an jedem Ort möglich zu machen.

## Hauptsitz
Die Regus-Zentrale befindet sich in Luxemburg, in 26, Boulevard Royal, L-2449.